# グッバイ・ゴダール!
『グッバイ・ゴダール!』（Le Redoutable）は、2017年のフランスの伝記ドラマコメディ映画。監督・脚本はミシェル・アザナヴィシウスで、出演はルイ・ガレルとステイシー・マーティンなど。1960年代後半のパリを舞台に、映画監督ジャン＝リュック・ゴダールとその当時の妻となるアンヌ・ヴィアゼムスキーの日々が描かれる。原作は、ヴィアゼムスキーの自伝的小説『彼女のひたむきな12カ月』の1年後が描かれた『それからの彼女』。
第70回カンヌ国際映画祭にて主要部門のパルム・ドールに出品されたのち、フランスで2017年9月13日に公開された。なお、ヴィアゼムスキーは同年10月5日に死去している。

## キャスト
- ジャン＝リュック・ゴダール: ルイ・ガレル - 映画監督。
- アンヌ・ヴィアゼムスキー: ステイシー・マーティン - 現役大学生の若手女優。
- ミシェル・ロジエ（フランス語版）: ベレニス・ベジョ - ファッションジャーナリストでデザイナー。
- ジャン＝ピエール・バンベルジェ: ミシャ・レスコー（フランス語版） - ミシェルの夫。実業家。
- ミシェル・クルノー（フランス語版）: グレゴリー・ガドゥボワ - ゴダールの友人の映画評論家で映画監督。
- ジャン＝ピエール・ゴラン: フェリックス・キシル - 若い雑誌編集者。ゴダールの仲間に。
- ジャン＝アンリ・ロジェ: アルトゥール・アルシエ - ゴダールの仲間になる若者。

## 評価
映画批評集積サイトのRotten Tomatoesには47件のレビューがあり、批評家支持率は47%、平均点は10点満点で5.4点となっている。サイトの批評家の見解の要約は「本作はジャン＝リュック・ゴダールの人生における一時代を描いており、奇抜さの不足はないが、主題の本質的なインスピレーションは欠いている」となっている。また、Metacriticには10件のレビューがあり、加重平均値は61/100となっている。